# Taluhets

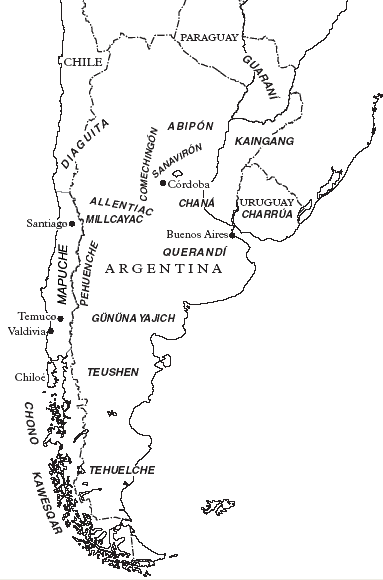
Distribución aproximada de lenguas en el extremo meridional de Sudamérica en tiempos de la conquista española.

Taluhets era la más septentrional de las cuatro principales parcialidades de los hets o pampas antiguos, según la clasificación que el jesuita inglés Thomas Falkner hizo en 1774. Los otros tres grupos eran los diuihets que habitaban la parte occidental y sur de la región pampeana, los chechehets al sudeste de los taluhets, y los tehuelhets al sur de todos. Los querandíes en la zona del Río de la Plata y el Paraná al sur del río Carcarañá en Argentina, para algunos autores eran un subgrupo de los taluhets sometidos a la influencia guaraní. 
La distribución anotada por Falkner en su obra A description of Patagonia and the adjoining parts of South America de 1774 era:

The Puelches, or Eastern Peoples (...) They bear different denominations, according to the situation of their respective countries, of because they were originally of different nations. Those toward the north are called Taluhets; to the west and south of these are the Diuihets; to the south east, the Chechehets; and to the south of these last is the country of the Tehuelhets (...)

Falkner aclara que los diuihets y los taluhets eran conocidos por los españoles como pampas.
En cuanto a su distribución geográfica Falkner expresó que se hallaban al este del río Desaguadero hasta las lagunas de Guanacache, en territorios actuales de las provincias de San Luis y Córdoba (sobre los ríos Segundo, Tercero y Cuarto), y probablemente en pequeñas áreas de La Rioja, San Juan y Santa Fe. Para su época ya no habitaban en la provincia de Buenos Aires ni áreas litorales de Santa Fe.

The Taluhets border to the west on the Picunches, and dwell on the east side of the First Desaguadero, as far as the lakes of Guanacache, in the jurisdictions of St. Juan and St. Louis de la Punta, scattered in small troops, and seldom fixed to one place. There are also some few of them in the jurisdiction of Cordova, on the Rivers Quarto, Tercero, and Segundo; but the greater part are either destroyed by their wars with the other Puelches and the Mocovies, or have taken refuge with the Spaniards. There were formerly some of this nation in the district of Buenos-Ayres, on the rivers of Lujan and Conchas, and that of the Matanza; but that are now no more. Their Caciques were Mugeloop, Alcochoro, Galelian, and Mayu.

Sus vecinos diuihets los denominaban -al menos desde mediados del siglo XVI-: carayhet, palabra que parece derivar de Garay, por ser en ese tiempo los más cercanos a los españoles. En dicho siglo los taluhets habitaban la región pampeana correspondiente a las actuales provincias de San Luis, Córdoba y centro de Santa Fe, hacia el siglo XVI sus territorios septentrionales hasta aproximadamente el paralelo 31°S se translapaban con los de los entonces recientemente expandidos sanavirones por lo que existía una fuerte competencia de recursos (principalmente alimenticios) entre estas etnias.
Eran nómades y vivían de la caza de venados, ñandúes y guanacos. También eran recolectores de frutos y semillas silvestres, que molían para hacer harina, incluso llegaban a preparar una especie de harina con saltamontes, para esto cuando ocurría una plaga de tales insectos incendiaban los campos por donde pasaban las mangas y así de este modo capturaban miríadas de saltamontes que luego machacan y secaban al sol. 
Creían en un dios llamado Soychu y de un espíritu del mal que llamaban Gualichu.[cita requerida]
Desde fines del siglo XVII y especialmente a fines del siglo XVIII el contacto con los mapuches araucanos procedentes de Chile hizo que los hets se aculturaran, adoptando muchas de sus costumbres, creencias y tradiciones. Los araucanos los llamaban, como a los guenaken (o patagones septentrionales) puelches, que significa gente del este. Se extinguieron completamente a mediados del siglo XVIII en gran medida debido a epidemias lo cual facilitó la invasión de las "tribus" araucanas chilenas que los conquistaron y transculturaron. La nueva población de las pampas continuó siendo denominada pampa por los habitantes de las ciudades de Buenos Aires, Córdoba y San Luis, gran parte de los taluhets araucanizados constituyeron la etnia mixogénica de los ranqueles.[cita requerida]